# Sân vận động Buôn Ma Thuột
Sân vận động Buôn Ma Thuột là một sân vận động đa năng ở Buôn Ma Thuột, Đắk Lắk, Việt Nam. Đây là sân nhà của Câu lạc bộ bóng đá Đắk Lắk hiện đang thi đấu tại giải hạng Nhất. Sân có sức chứa khoảng 20.000 chỗ ngồi.